# Mané Garrincha
Mané Garrincha è un cortometraggio documentario del 1978 diretto da Fábio Barreto, sul calciatore brasiliano Garrincha.

## Produzione
Il padre dell'autore, Luiz Carlos Barreto, aveva già contribuito nel 1962 alla realizzazione di Garrincha, alegria do povo in qualità di sceneggiatore ed il lavoro realizzato dal figlio costituisce una specie di continuazione del film. All'epoca delle riprese la carriera professionistica del protagonista era già terminata.
Nel documentario appaiono nuove scene di Pau Grande, della partita di addio al calcio di Garrincha del 1973 - da lui ricordato come il momento più emozionante della sua carriera - e della sua militanza con la squadra di "vecchie glorie" chiamata Milionários, che si esibiva in Brasile negli anni settanta e che nel film affronta una squadra di Brasópolis dal nome "Santos Futebol Clube". In una delle scene è presente il giornalista Armando Nogueira, che dichiara di aver assistito al primo match di Garrincha col Botafogo. Il film mostra anche il giocatore nel dare consigli in campo al figlio Neném, oggi scomparso.